# Atletica leggera ai Giochi della XXXII Olimpiade - Getto del peso maschile

Video integrale della Finale

Ai Giochi della XXXII Olimpiade la competizione del Getto del peso maschile si è svolta dal 3 al 5 agosto 2021 presso lo Stadio nazionale di Tokyo.

## Presenze ed assenze dei campioni in carica
| Competizione         | Atleta                 | Prestazione | Tokyo 2020 |
| -------------------- | ---------------------- | ----------- | ---------- |
| Olimpiadi 2016       | Ryan Crouser           | 22,52 m     | Presente   |
| Commonwealth 2018    | Tomas Walsh            | 21,41 m     | Presente   |
| Europei 2018         | Michał Haratyk         | 21,72 m     | Presente   |
| Asiatici 2018        | Tajinderpal Singh Toor | 20,75 m     | Presente   |
| Panamericani 2019    | Darlan Romani          | 22,07 m     | Presente   |
| Africani 2019        | Chukwuebuka Enekwechi  | 21,48 m     | Presente   |
| Mondiali 2019        | Joe Kovacs             | 22,91 m     | Presente   |
|                      |                        |             |            |
| Mondiali junior 2018 | Kyle Blignaut          | 22,07 m     | Presente   |

1. ↑  La sfera pesa 6 kg.

Graduatoria mondiale
In base alla classifica della Federazione mondiale, i migliori atleti iscritti alla gara erano i seguenti:
| Pos. | Atleta        | Punti | Note |
| ---- | ------------- | ----- | ---- |
| 1    | Ryan Crouser  | 1485  |      |
| 2    | Tomas Walsh   | 1473  |      |
| 3    | Darlan Romani | 1441  |      |

## La gara
In Qualificazione il campione europeo Michał Haratyk (Polonia) si classifica 13º, quindi rimane fuori dalla finale come primo degli esclusi. Il suo 20,86 è il miglior lancio di sempre per un atleta che ha mancato la qualificazione in una gara mondiale.
Per la prima volta nella storia olimpica della specialità, la finale viene disputata di mattina, alle 11:05.

Al primo turno di lanci Ryan Crouser (USA), il campione uscente, scaglia la sfera a 22,83 m: è il nuovo record olimpico. Lo statunitense ipoteca l'oro. Anche il connazionale Joe Kovacs supera i 22 metri (22,19). A una trentina di cm in meno cade il peso di Darlan Romani (21,88), terzo.

Al secondo turno Crouser fa ancora meglio: 22,93. Tomas Walsh (Nuova Zelanda) scavalca Romani con un lancio a 22,17 e minaccia da vicino il secondo posto di Kovacs. Il terzo turno non muove l'alta classifica: spicca il 22,86 di Crouser: è il terzo lancio su tre oltre i 22,50 metri.

Al quarto turno Kovacs consolida la sua seconda posizione migliorandosi di 46 cm: 22,65 m è la sua misura. Crouser intanto cerca i 23 metri e, dopo un quarto e un quinto turno abbondantemente sopra i 22, piazza la spallata giusta all'ultimo turno: 23,30 metri, a 7 cm dal record mondiale. È il terzo record olimpico della gara. Walsh si migliora di 30 cm (22,47) e consolida la terza posizione.
Le prime tre posizioni sono le stesse di Rio de Janeiro. È l'unica gara di atletica leggera in cui il podio di quattro anni prima viene confermato.

Facendo un confronto tra le prestazioni, la differenza in cm è impressionante: Crouser + 78 cm; Kovacs + 87 cm; Walsh +111 cm. Anche il miglioramento del precedente record olimpico è delle stesse dimensioni: +83 cm.
Tutti i sei lanci di Crouser hanno superato i 22,50 metri (media: 22,87): è la prima volta che accade in una gara mondiale. Il 23,30 con cui ha vinto è la seconda migliore prestazione mondiale di tutti i tempi.

## Risultati

### Qualificazioni
| Pos. | Gruppo | Atleta                 | Nazione              | Lanci | Lanci | Lanci | Misura | Note |
| Pos. | Gruppo | Atleta                 | Nazione              | 1°    | 2°    | 3°    | Misura | Note |
| ---- | ------ | ---------------------- | -------------------- | ----- | ----- | ----- | ------ | ---- |
| 1    | B      | Ryan Crouser           | Stati Uniti          | 22,05 | —     | —     | 22,05  | Q    |
| 2    | A      | Tomas Walsh            | Nuova Zelanda        | n     | 20,38 | 21,49 | 21,49  | Q    |
| 3    | B      | Mesud Pezer            | Bosnia ed Erzegovina | 20,41 | 21,33 | —     | 21,33  | Q    |
| 4    | A      | Darlan Romani          | Brasile              | 21,00 | 21,31 | —     | 21,31  | Q    |
| 5    | B      | Zane Weir              | Italia               | 20,84 | 21,25 | —     | 21,25  | Q    |
| 6    | A      | Mostafa Amr Hassan     | Egitto               | n     | 20,65 | 21,23 | 21,23  | Q    |
| 7    | B      | Chukwuebuka Enekwechi  | Nigeria              | 20,53 | 21,16 | 20,95 | 21,16  | q    |
| 8    | B      | Kyle Blignaut          | Sudafrica            | 20,30 | 20,97 | 20,56 | 20,97  | q    |
| 9    | B      | Jacko Gill             | Nuova Zelanda        | 20,65 | 20,52 | 20,96 | 20,96  | q    |
| 10   | A      | Armin Sinančević       | Serbia               | 20,50 | 20,96 | n     | 20,96  | q    |
| 11   | A      | Joe Kovacs             | Stati Uniti          | 20,81 | 20,93 | 20,81 | 20,93  | q    |
| 12   | A      | Payton Otterdahl       | Stati Uniti          | 19,56 | 20,28 | 20,90 | 20,90  | q    |
| 13   | B      | Michał Haratyk         | Polonia              | 20,58 | 20,86 | 20,72 | 20,86  |      |
| 14   | B      | Leonardo Fabbri        | Italia               | 19,42 | 20,80 | n     | 20,80  |      |
| 15   | B      | Filip Mihaljević       | Croazia              | n     | 20,09 | 20,67 | 20,67  |      |
| 16   | A      | Francisco Belo         | Portogallo           | n     | 20,58 | 20,24 | 20,58  |      |
| 17   | A      | Tomáš Staněk           | Rep. Ceca            | 20,23 | 20,47 | 19,78 | 20,47  |      |
| 18   | B      | Scott Lincoln          | Gran Bretagna        | 20,42 | 19,60 | n     | 20,42  |      |
| 19   | A      | Jason van Rooyen       | Sudafrica            | 18,92 | 20,06 | 20,29 | 20,29  |      |
| 20   | A      | Nick Ponzio            | Italia               | n     | 20,28 | n     | 20,28  |      |
| 21   | B      | Bob Bertemes           | Lussemburgo          | 20,14 | n     | 20,16 | 20,16  |      |
| 22   | A      | Abdelrahman Mahmoud    | Bahrein              | 18,95 | 20,14 | 19,93 | 20,14  |      |
| 23   | A      | Konrad Bukowiecki      | Polonia              | 20,01 | n     | 19,44 | 20,01  |      |
| 24   | A      | Tajinderpal Singh Toor | India                | 19,99 | n     | n     | 19,99  |      |
| 25   | B      | Mohamed Magdi Hamza    | Egitto               | 19,33 | n     | 19,82 | 19,82  |      |
| 26   | A      | Andrei Toader          | Romania              | 19,81 | n     | 19,41 | 19,81  |      |
| 27   | A      | Giorgi Mujaridze       | Georgia              | 18,71 | 19,76 | 19,55 | 19,76  |      |
| 28   | B      | Wictor Petersson       | Svezia               | 19,64 | n     | 19,73 | 19,73  |      |
| 29   | B      | Asmir Kolašinac        | Serbia               | n     | 19,68 | n     | 19,68  |      |
| 30   | B      | Ihor Musiyenko         | Ucraina              | 19,07 | 19,42 | 19,56 | 19,56  |      |
| 31   | A      | Tim Nedow              | Canada               | n     | 19,27 | 19,42 | 19,42  |      |

### Finale
| Record mondiale     | Ryan Crouser | 23,37 m | Eugene         | 18 giugno 2021 |
| Record olimpico     | Ryan Crouser | 22,52 m | Rio de Janeiro | 18 agosto 2016 |
| Mondiale stagionale | Ryan Crouser | 23,37 m | Eugene         | 18 giugno 2021 |

Giovedì 5 agosto, ore 9:00
| Pos.    | Atleta                | Nazione              | Lanci | Lanci | Lanci | Lanci           | Lanci           | Lanci           | Misura | Note                                     |
| Pos.    | Atleta                | Nazione              | 1°    | 2°    | 3°    | 4°              | 5°              | 6°              | Misura | Note                                     |
| ------- | --------------------- | -------------------- | ----- | ----- | ----- | --------------- | --------------- | --------------- | ------ | ---------------------------------------- |
| Oro     | Ryan Crouser          | Stati Uniti          | 22,83 | 22,93 | 22,86 | 22,74           | 22,58           | 23,30           | 23,30  | Record olimpico                          |
| Argento | Joe Kovacs            | Stati Uniti          | 22,19 | 20,95 | 21,95 | 22,65           | 22,29           | 22,60           | 22,65  |                                          |
| Bronzo  | Tomas Walsh           | Nuova Zelanda        | 21,09 | 22,17 | n     | 21,37           | 22,18           | 22,47           | 22,47  | Miglior prestazione personale stagionale |
| 4       | Darlan Romani         | Brasile              | 21,88 | 21,22 | 20,96 | n               | n               | 20,70           | 21,88  | Miglior prestazione personale stagionale |
| 5       | Zane Weir             | Italia               | 20,85 | 20,25 | 20,68 | 21,40           | 21,41           | n               | 21,41  | Miglior prestazione personale            |
| 6       | Kyle Blignaut         | Sudafrica            | 20,29 | n     | 21,00 | 20,96           | 20,46           | n               | 21,00  |                                          |
| 7       | Armin Sinančević      | Serbia               | 20,89 | n     | n     | 20,44           | n               | n               | 20,89  |                                          |
| 8       | Mostafa Amr Hassan    | Egitto               | 20,51 | 20,73 | n     | n               | 20,63           | 20,73           | 20,73  |                                          |
| 9       | Jacko Gill            | Nuova Zelanda        | n     | 20,71 | 20,71 | Non qualificati | Non qualificati | Non qualificati | 20,71  |                                          |
| 10      | Payton Otterdahl      | Stati Uniti          | 20,32 | n     | n     | Non qualificati | Non qualificati | Non qualificati | 20,32  |                                          |
| 11      | Mesud Pezer           | Bosnia ed Erzegovina | n     | n     | 20,08 | Non qualificati | Non qualificati | Non qualificati | 20,08  |                                          |
| 12      | Chukwuebuka Enekwechi | Nigeria              | n     | 18,87 | 19,74 | Non qualificati | Non qualificati | Non qualificati | 19,74  |                                          |